# چیریبل
چیریبل (به اسپانیایی: Chirivel) دهستانی در استان آلمریای اسپانیا است.
در این دهستان ۱۸۴۹ نفر زندگی می‌کنند. مساحت این دهستان ۱۹۶٫۶۷ کیلومتر مربع است.